# Арати

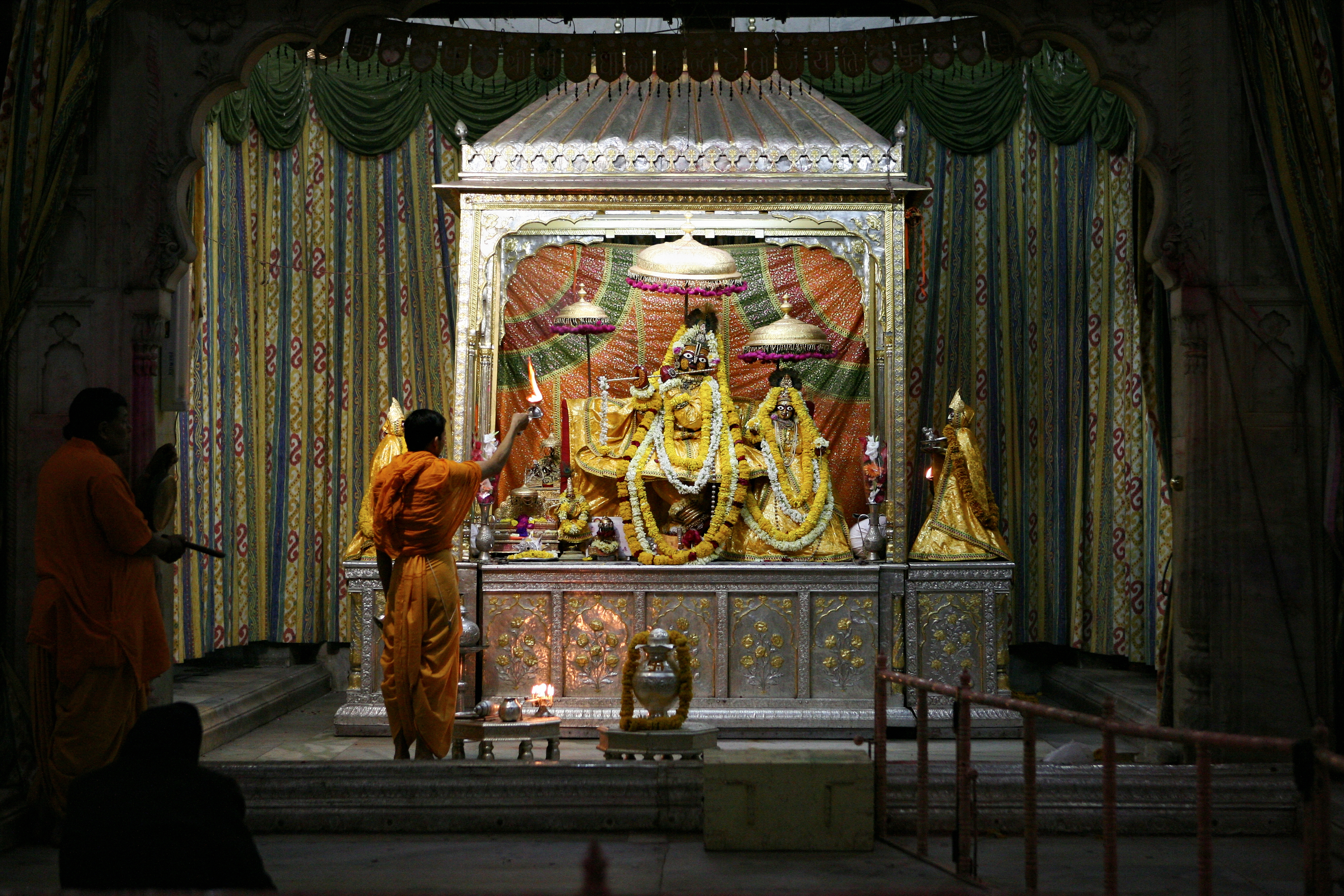
Ритуал арати в храме Говинд Дэв в Джайпуре

Арати (аарати, арти, аратхи, артхи, арадхана, санскрит: आरती, IAST: āratī) — в индуизме огненный ритуал почитания божества, уважаемой личности или священного предмета, в ходе которого объект поклонения освещается зажжённым светильником. Содержание ритуала, проводимого в храмах, на дому или в святом месте, состоит в том, что объект освещается под звуки шанкхи, колокольчиков и чтение мантры или пение гимна.
Ритуал проводится рано утром, когда божество «пробуждается» или вечером во время сумерек, когда оно «ложится спать». В большинстве случаев арати исполняется в завершение храмовой или домашней пуджи.

## Ритуальные принадлежности
Светильник, в котором горит огонь, изготовлен из металла, — меди, толстой жаростойкой латуни, бронзы или серебра, — и реже из глины. Фитили изготовляются из ваты и окунаются в топлёное масло «гхи». Число фитилей может различаться, однако всегда является нечётным. Вместо масляных фитилей часто используют камфору, кусочек которой горит от нескольких секунд до минут. Светильник принимает различные формы: простая плоская ложка на длинной ручке, чаша или несколько чаш на подставке. Он может также иметь форму цветка лотоса, чакры (для пуджи Сударшане или Муругану) или рыбы (для Вишну), декорироваться фигуркой ваханы (Нанди или Гаруды). Вместе со светильником на арати предлагаются благовония и цветы. Во время арати в храме звонят в колокол, а дома — колокольчиком. Брахманы дуют в священные раковины шанкхи. Светильник и другие подношения предлагаются как на особом металлическом подносе, называемом «арати-тали», так и без него. Для арати женщины могут одеваться в яркое праздничное сари, которое так и называют: «арати сари».

Светильники для арати
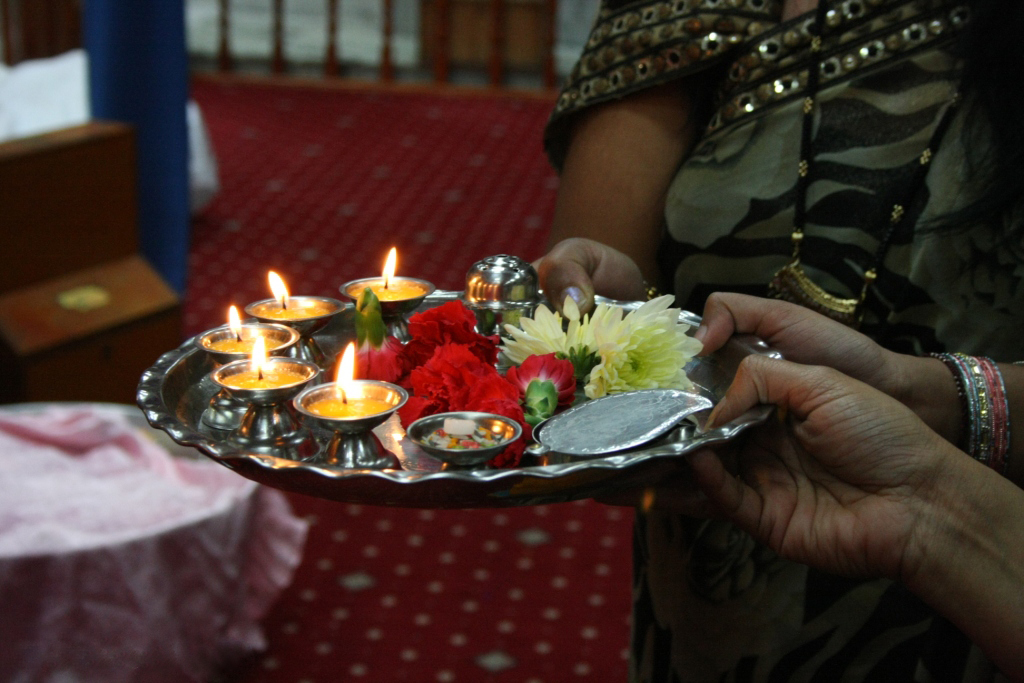
Арати-тали: тарелка с несколькими огнями
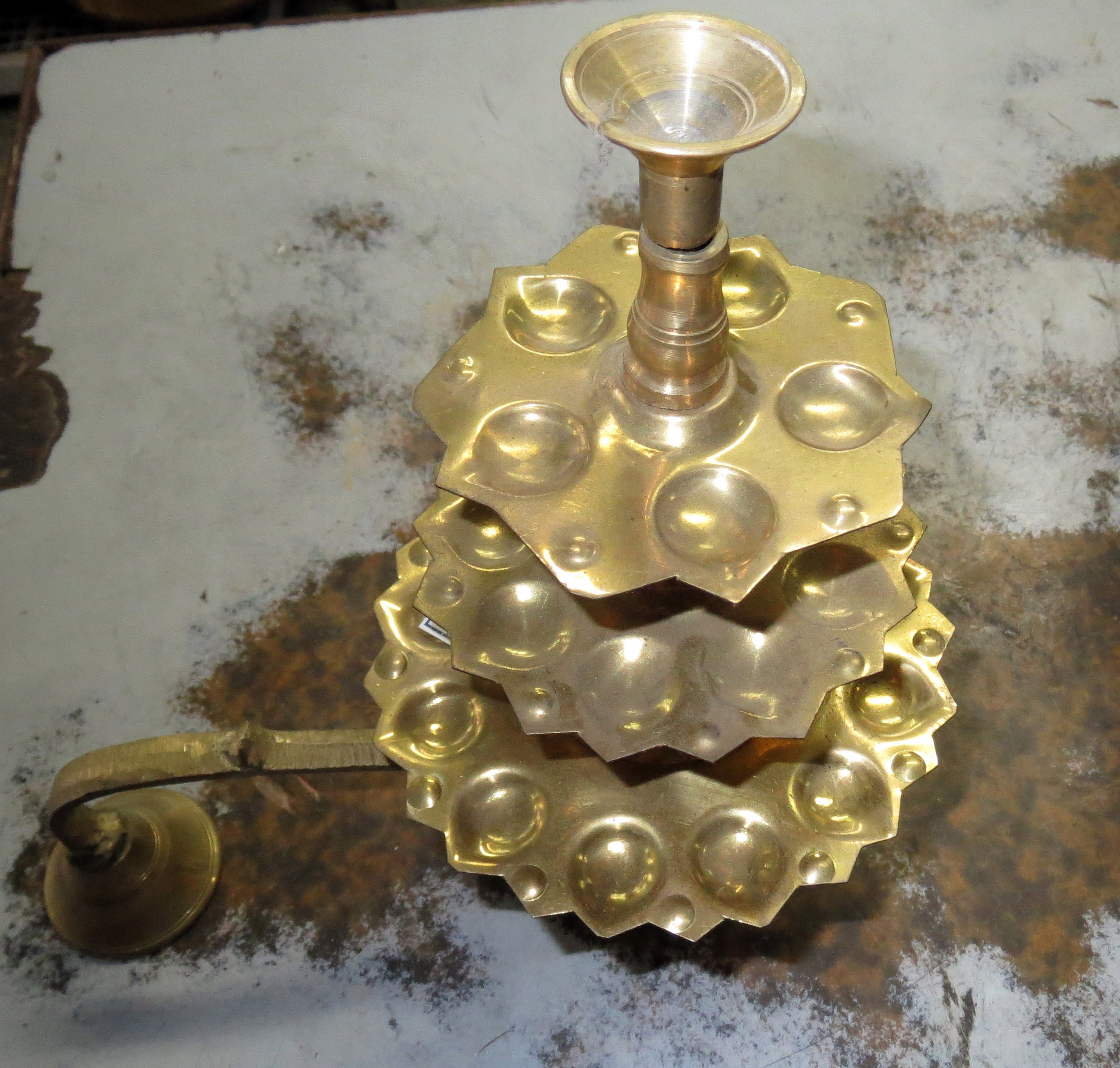
Многоярусный светильник
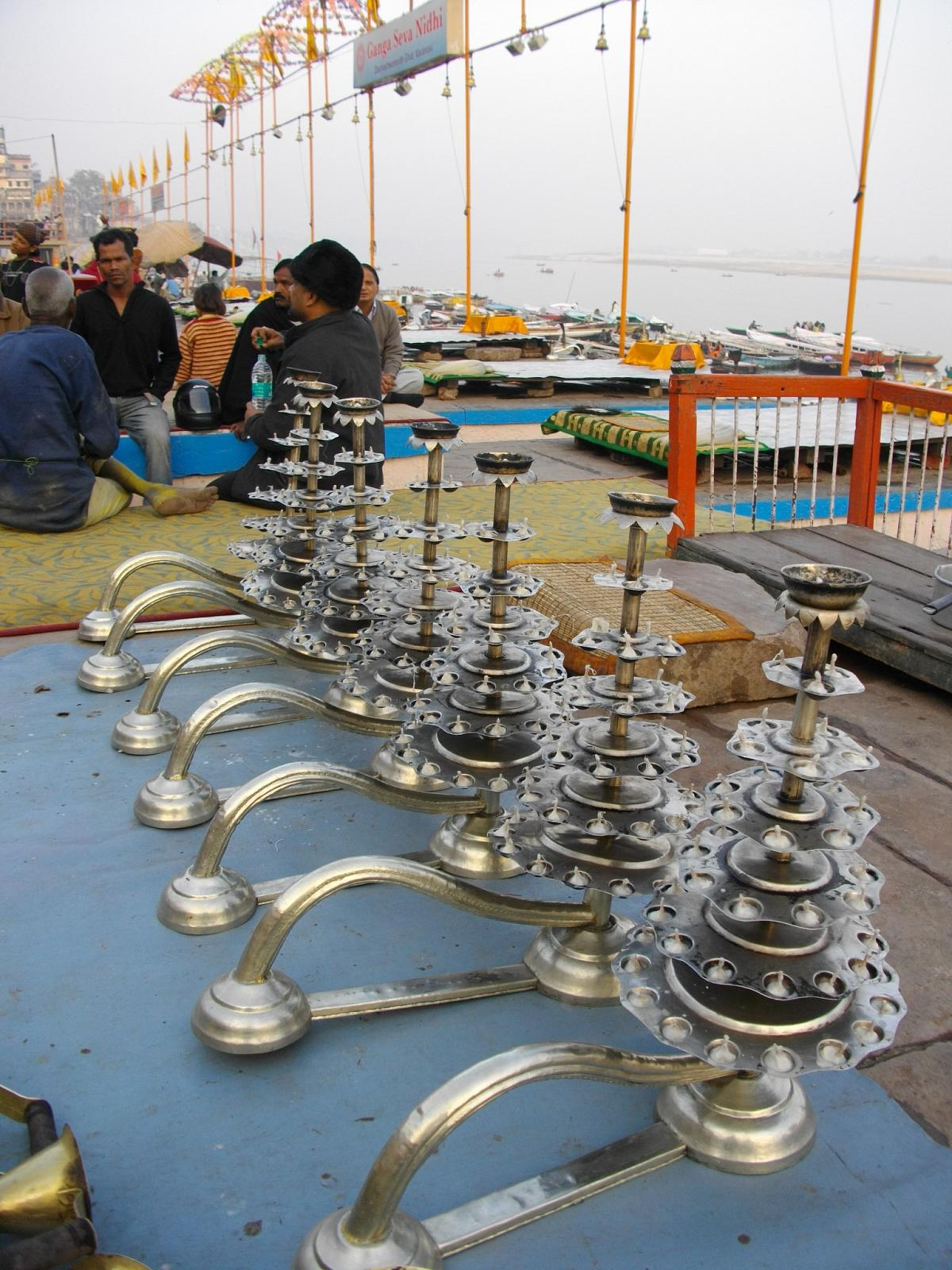
Тяжёлые светильники, приготовленные для арати в честь Ганги
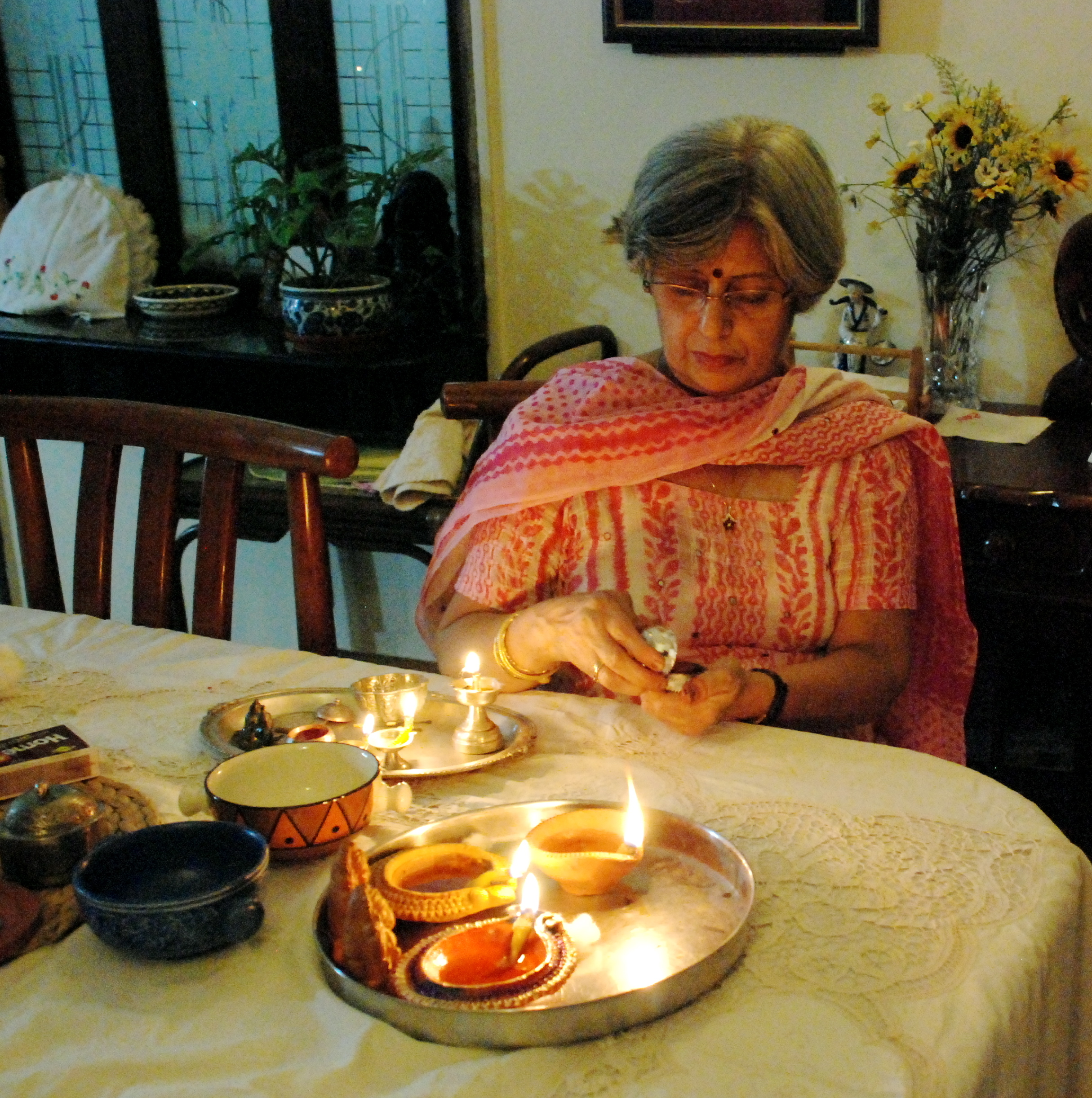
Светильники для домашнего арати

## Огненный обряд
В индуизм традиция проведения арати пришла от ведийских огненных жертвоприношений. Обряд символизирует взаимодействие пяти природных элементов: пространства, ветра, огня, воды и земли. Арати проводится от одного до несколько раз в день и непременно завершает пуджу (в Южной Индии) или бхаджаны (в Северной Индии). Ответственный за пуджу или пуджари круговыми движениями предлагает зажжённый светильник объекту поклонения. Он совершает светильником круговые движения перед лицом или объектом поклонения, читает мантру или поёт гимн арати. Движения делаются по часовой стрелке, что символизирует путь солнца от восхода до заката. Светильник держится правой рукой, в знак уважения левая рука придерживает локоть правой руки. Тяжёлые светильники удерживаются обеими руками. Считается, что во время арати огонь освящается, то есть приобретает божественную силу. После исполнения гимна пуджари обводит зажжённым светильником всех присутствующих. Они освящаются от светильника: проводят руками над огнём, а затем приближают их к глазам и лбу. Считается, что таким образом участники ритуала получают божественное благословение.

Ритуал арати
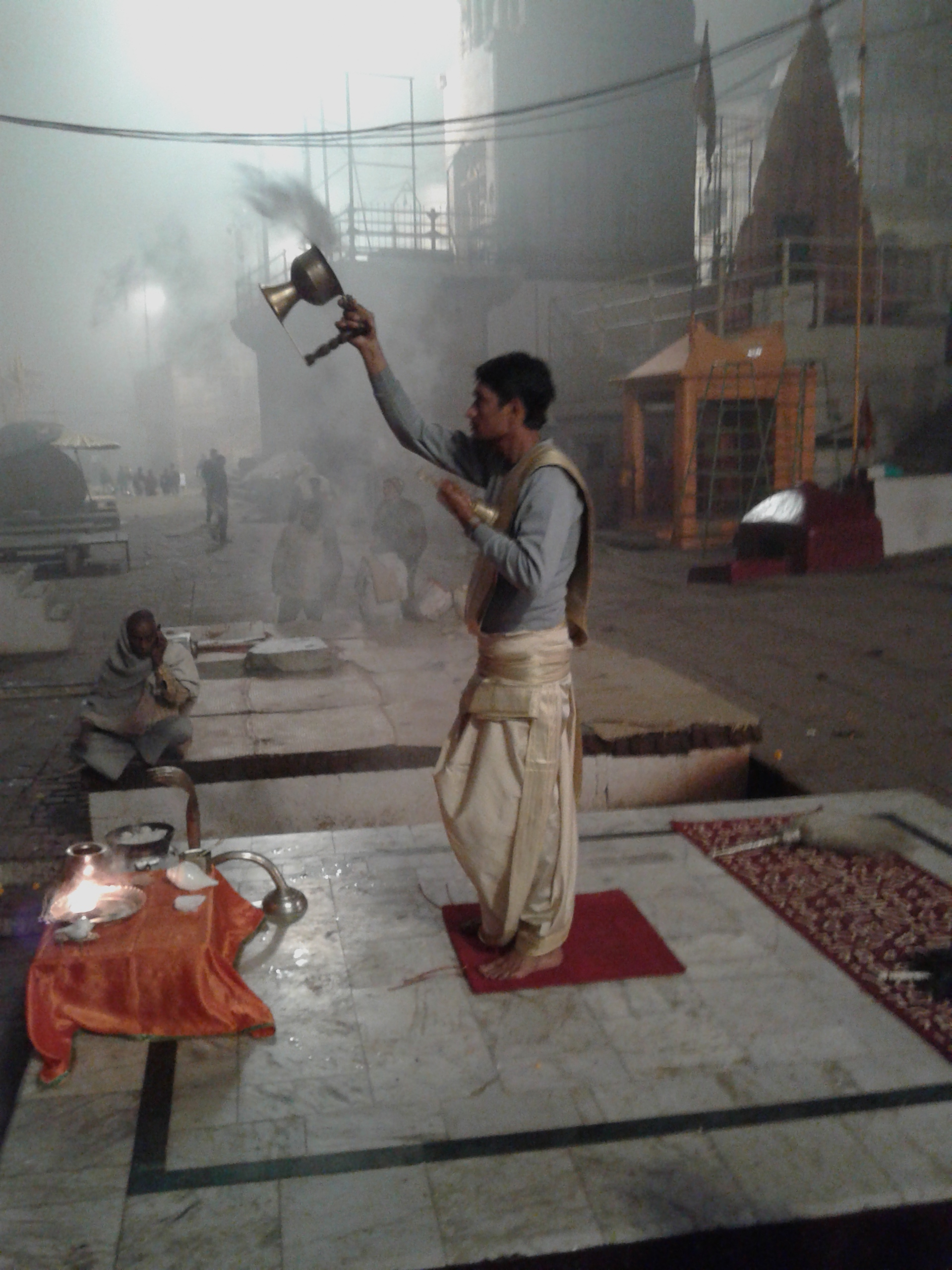
Утреннее арати в храме Варанаси
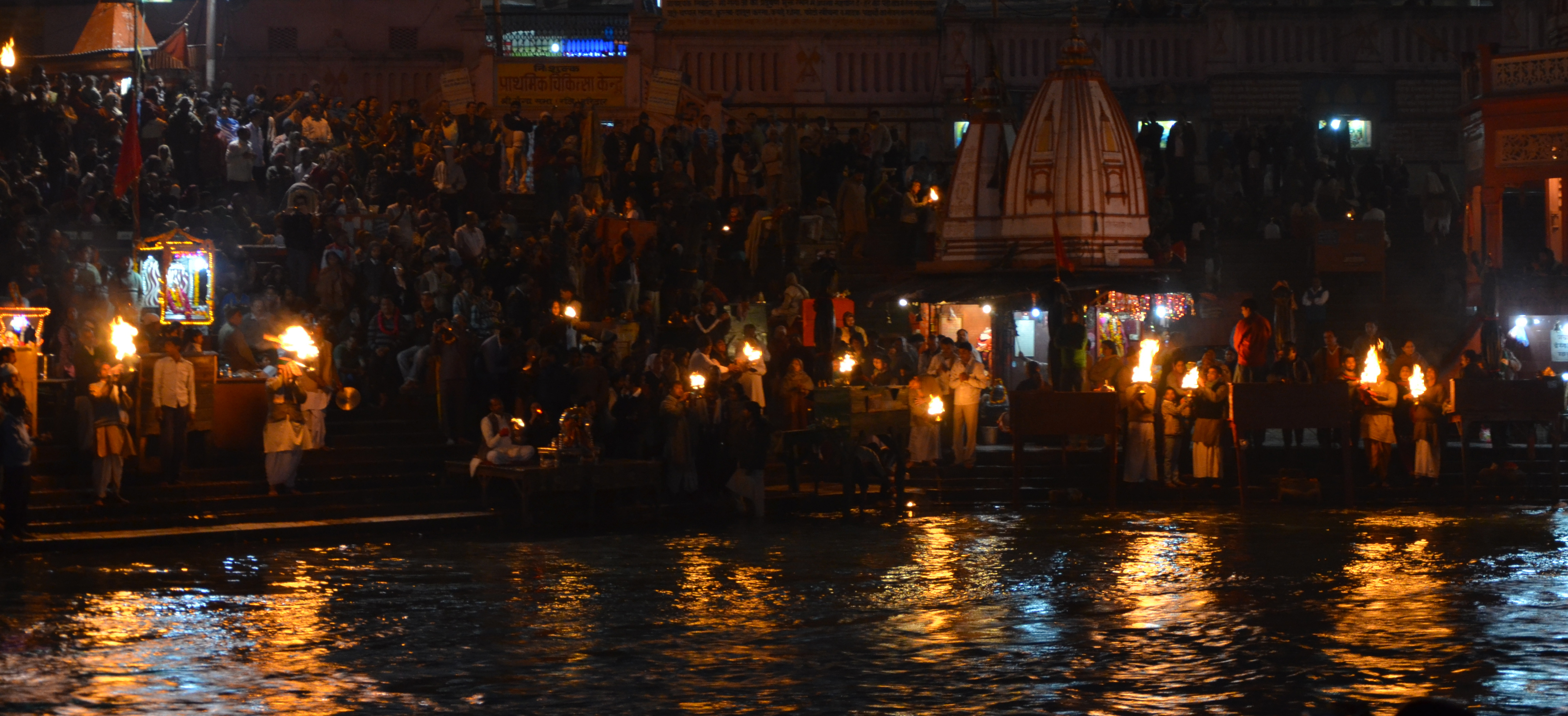
Вечернее арати в Хардваре
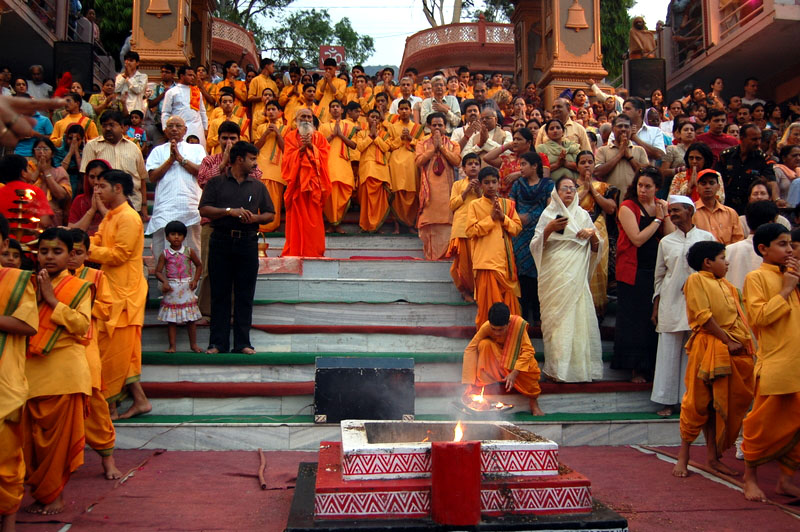
Ритуал арати в Ришикеше
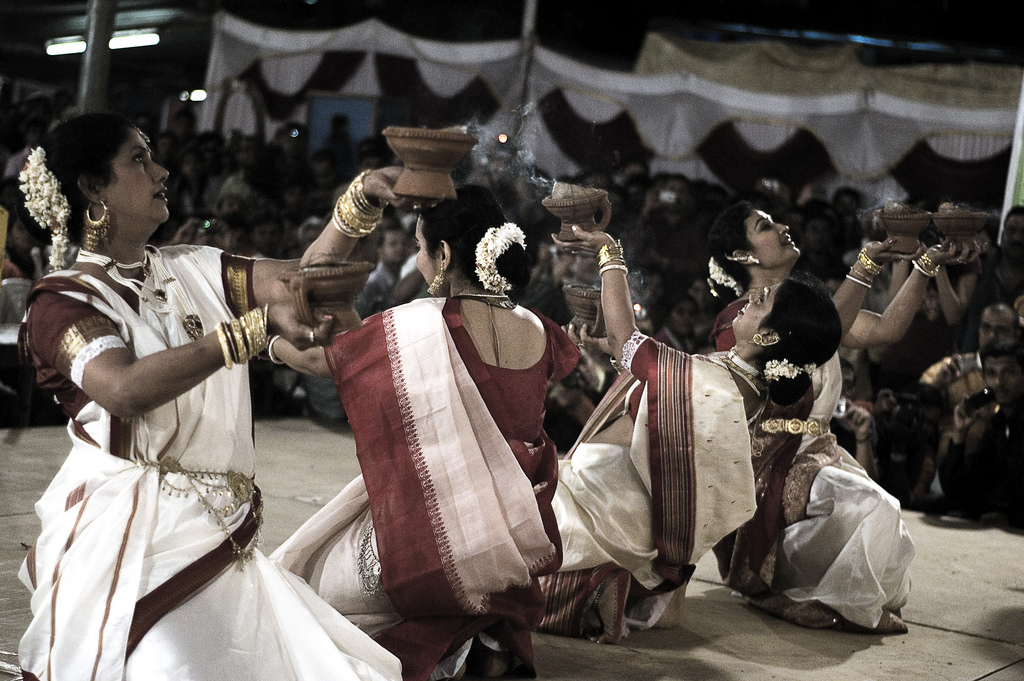
Арати в классическом индийском танце

## Гимн арати
Исполнение арати сопровождается пением одноимённого гимна. Он восхваляет божество, которому проводится ритуал. У каждой традиций индуизма есть собственная версия текста гимна. Наиболее популярным является гимн «Ом Джей Джагадиша Харе» (Om Jai Jagdish Hare), известный как «универсальный» гимн арати. Гимн известен с XIX века, а его слова приписываются ученику Рамакришны Шивананде (1854—1934), а также «отцу» современной пенджабской прозы Шарада Рам Филлаури (1837—1881). Его вариации используются в ритуалах популярных божеств: «Ом Джай Шив Омкара» (Шиве), «Ом Джай Лакшми мата» (Лакшми), «Ом Джай Амбе гаури» (Дурге), «Ом Джай Сарасвати мата» (Сарасвати), «Ом Джай Ганге мата» (реке Ганге), «Ом Джай Туласи мата» (растению и богине Туласи), «Ом Джай Сурья Бхагаван» (солнечному богу Сурье) и других.
| IAST | Перевод |
| --- | --- |
| Om jaya Jagadīśa hare Swāmī* jaya Jagadīśa hare Bhakta janoṅ ke saṅkaṭa Dāsa janoṅ ke saṅkaṭa Kṣaṇa meṅ dūra kare Om jaya Jagadīśa hare            | О Господь всей Вселенной, Всемогущий Хозяин Вселенной, Страдания преданных, Горести преданных, В одно мгновение ты устраняешь, О Господь всей Вселенной,                                                                               |
| Jo dhyāve phala pāve Dukha binase mana kā Swāmī dukha binase mana kā Sukha sampatī ghara āve Kaṣṭa miṭe tana kā Om jaya Jagadīśa hare              | У того, кто погружен в преданность Тебе, Печаль покидает ум, Господь, печали уходят из ума, Радость и процветание приходят в дом, Тело свободно от болезней, О Господь всей Вселенной,                                                 |
| Māta pitā tuma mere Śaraṇa gahūṅ maiṅ kisakī Swāmi śaraṇa gahūṅ maiṅ kisakī Tuma bina aura na dūjā Āsa karūṇ maiṅ jisakī Om jaya Jagadīśa hare     | Ты — моя мать и отец, В ком я могу найти прибежище, Господь, в котором я нахожу прибежище, Кроме Тебя нет никого другого, Кого я желал бы, О Господь всей Вселенной                                                                    |
| Tuma pūraṇa Paramātmā Tuma Aṅtarayāmī Swāmi tuma Aṅtarayāmī Pārabrahma Parameśwara Tuma saba ke swāmī Om jaya Jagadīśa hare                        | Ты — бессмертное высшее «Я», Ты — внутренний правитель всех существ, Господь, Ты — внутренний правитель всех существ, Душа мира, Высший Господь, Ты — Господь всех и каждого, О Господь всей Вселенной                                 |
| Tuma karuṇā ke sāgara Tuma pālanakartā Swāmī tuma pālanakartā Maiṅ mūrakh khala kāmī Maiṅ sevaka tuma swāmī Kṛpā karo Bhartā Om jaya Jagadīśa hare | Ты — океан милосердия, Ты заботишься о всех нас, Господь, заботишься о нас, Я невежественен в желаниях, Я слуга, а Ты — Хозяин, Господь, прояви милость ко мне, О Господь всей Вселенной                                               |
| Tuma ho eka agochara Sabake prāṇapati Swāmī sabake prāṇapati Kisa vidhi milūṅ dayāmaya Tumako maiṅ kumati Om jaya Jagadīśa hare                    | Ты един и невидим, Ты во всех живых существах, Господь во всех живых существах, Позволь мне взглянуть на Тебя, Направляй меня по пути к Себе, О Господь всей Вселенной                                                                 |
| Dīnabaṅdhu dukhahartā Ṭhākura tuma mere Swāmī ṭhākura tuma mere Apane hātha uṭhāo Apane śaraṇa lagāo Dwāra paṛā tere Om jaya Jagadīśa hare         | Друг беспомощных и слабых, Спасающий от всех страданий, Господь, спасающий от всех страданий, Пожалуйста, подними [в жесте мудры] руку, Чтобы даровать мне прибежище, В твоих стопах, О Господь всей Вселенной                         |
| Viṣaya vikāra miṭāo Pāpa haro Devā Swāmī pāpa haro Devā Śraddhā bhakti baṛhāo Saṅtana kī sevā Om jaya Jagadīśa hare                                | Устрани мои недостатки, О Господь, разрушающий все грехи, Господь, разрушающий все грехи, Со всей своей верой и преданностью, Позволь мне вечно служить Тебе, О Господь всей Вселенной                                                 |
| Tan man dhan Sab kuch hai tera Swami sab kuch hai tera Tera tujh ko arpan Prabhu ji ka prabhu ko arpan Kya laage mera Om jaya Jagadīśa hare        | Моё тело, мой разум, моё богатство, Всё принадлежит Тебе, Господь, всё принадлежит Тебе, Я предлагаю тебе всё, что и так твоё, Господин, предлагаю тебе все, что и так твоё, Пожалуйста, прими моё подношение О Господь всей Вселенной |